# Canas de Senhorim
Canas de Senhorim és una freguesia portuguesa del concelho de Nelas, amb 25,45 km² de superfície i 3.509 habitants (2011).